# صاریغ راه‌راه دم‌بزرگ
صاریغ راه‌راه دم‌بزرگ (نام علمی: Dactylopsila megalura) کیسه‌داری از تیره بادپرکیسه‌داران است که در پاپوآی غربی، اندونزی، و پاپوآ گینه نو زندگی می‌کند. زیستگاه این جانور جنگل‌های مرطوب باران‌خیز و استوایی است.